# Уильямс, Шан (футболистка)
Шан Уильямс (англ. Sian Williams; род. 2 февраля 1968, Камборн, Юго-Западная Англия) — английская и валлийская футболистка и футбольный тренер.

## Биография
Родилась в семье британского политика, члена парламента Алана Уильямса. Начинала футбольную карьеру в команде «Миллуолл Лайонессес», откуда в 1988 году перешла в итальянский «Юве Сидерно», где провела два года. В 1990 году Уильямс стала игроком лондонского «Арсенала», в котором выступала большую часть своей карьеры и выиграла с командой множество титулов и была капитаном команды в 2001 году, когда «Арсенал» сделал требл. Последние годы карьеры провела в клубе «Чарльтон Атлетик» и «Уотфорд». В «Уотфорде» Уильямс была также тренером и после завершения игровой карьеры в 2007 году, продолжала возглавлять команду до 2009 года.
На международном уровне выступала в основном за сборную Англии и в её составе была участницей чемпионата мира 1995 года. Также провела одну игру за сборную Уэльса. С 2000 по 2003 год Уильямс была главным тренером валлийской сборной.